# Bornsjön
Bornsjön är en sjö belägen på Södertörn i Salems kommun i Södermanland som ingår i Norrströms huvudavrinningsområde. Sjön är 17 meter djup, har en yta på 6,34 kvadratkilometer och befinner sig 11 meter över havet. Vid provfiske har en stor mängd fiskarter fångats, bland annat abborre, björkna, braxen och gers.
Sjön ligger inom Bornsjöns naturreservats gränser och är fridlyst sedan 1920.

## Reservvattentäkt

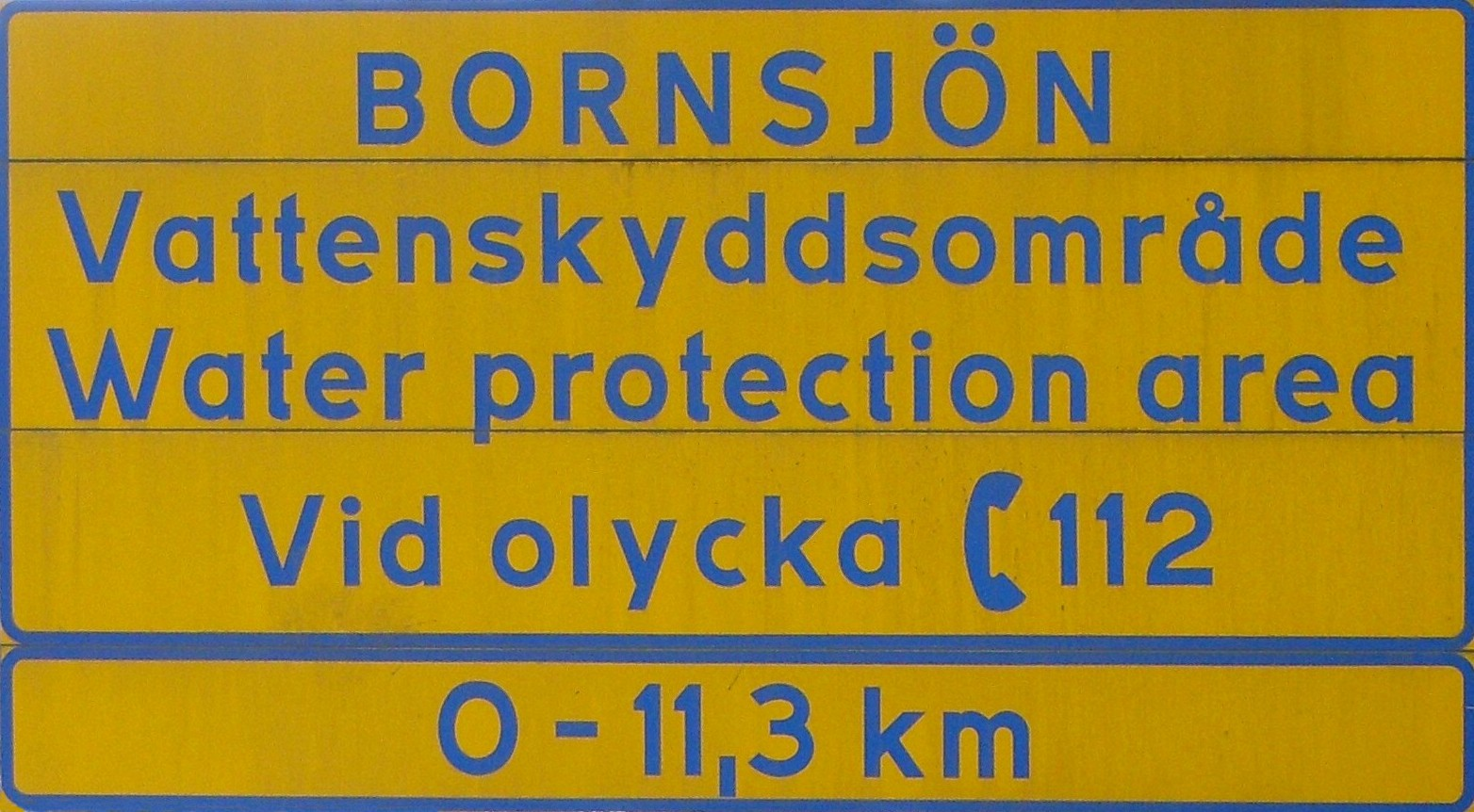
Skylt om vattentäkt.

Bornsjön med omgivningar köptes av Stockholms stad redan vid sekelskiftet 1900 för att skydda stadens reservvattentäkt. Då byggdes  Norsborgs vattenverk i Norsborg och råvattnet togs till en början från Bornsjön, senare från Mälaren.
Bornsjön med omgivningar är numera ett vattenskyddsområde, vilket innebär att sjöns yta inte får nyttjas annat än för vattenskyddsåtgärder. Man får exempelvis inte bada eller fiska i sjön och på vintern får man inte beträda isen. Bornsjöns rena vatten är reservvattentäkt för Stockholm och kan användas om huvudvattentäkten Mälaren skulle komma att förorenas.
Sedan 1993 äger och sköter Stockholm Vatten och Avfall de så kallade Bornsjöegendomarna kring Bornsjön. Målet är att långsiktigt trygga Bornsjön som vattentäkt. Skogsbruket bedrivs varsamt utan kemikalier och jordbruksdriften är underkastad restriktioner. För att följa tillståndet i sjön görs ständiga provtagningar både i sjön och i dess tillflöden.

## Djurliv
På grund av avsaknaden av båttrafik på sjön har den lockat flera skygga fågelarter som storlom och fiskgjuse att häcka vid sjön.
År 2004 drabbades Bornsjön av kräftpest som förts dit av illegalt inplanterad signalkräfta. Stockholm vatten driver sedan dess ett projekt för återinplantering av den starkt hotade flodkräftan.

## Bornsjöns naturreservat
Bornsjöns naturreservat är ett naturreservat, i Stockholms län, som sträcker sig in i tre kommuner: Salem, Botkyrka och Södertälje. Naturreservatet är cirka 4 600 hektar  stort och instiftades 1995. Huvudvattendraget inom naturreservatet är Bornsjön.
Sedan 1999 har området, liksom andra naturvårdsområden, fått benämningen naturreservat. Reservatet utgör största delen av Bornsjöns vattenskyddsområde och där finns den fridlysta Bornsjön, Stockholms reservvattentäckt, vilken har gett reservatet sitt namn.

## Galleri

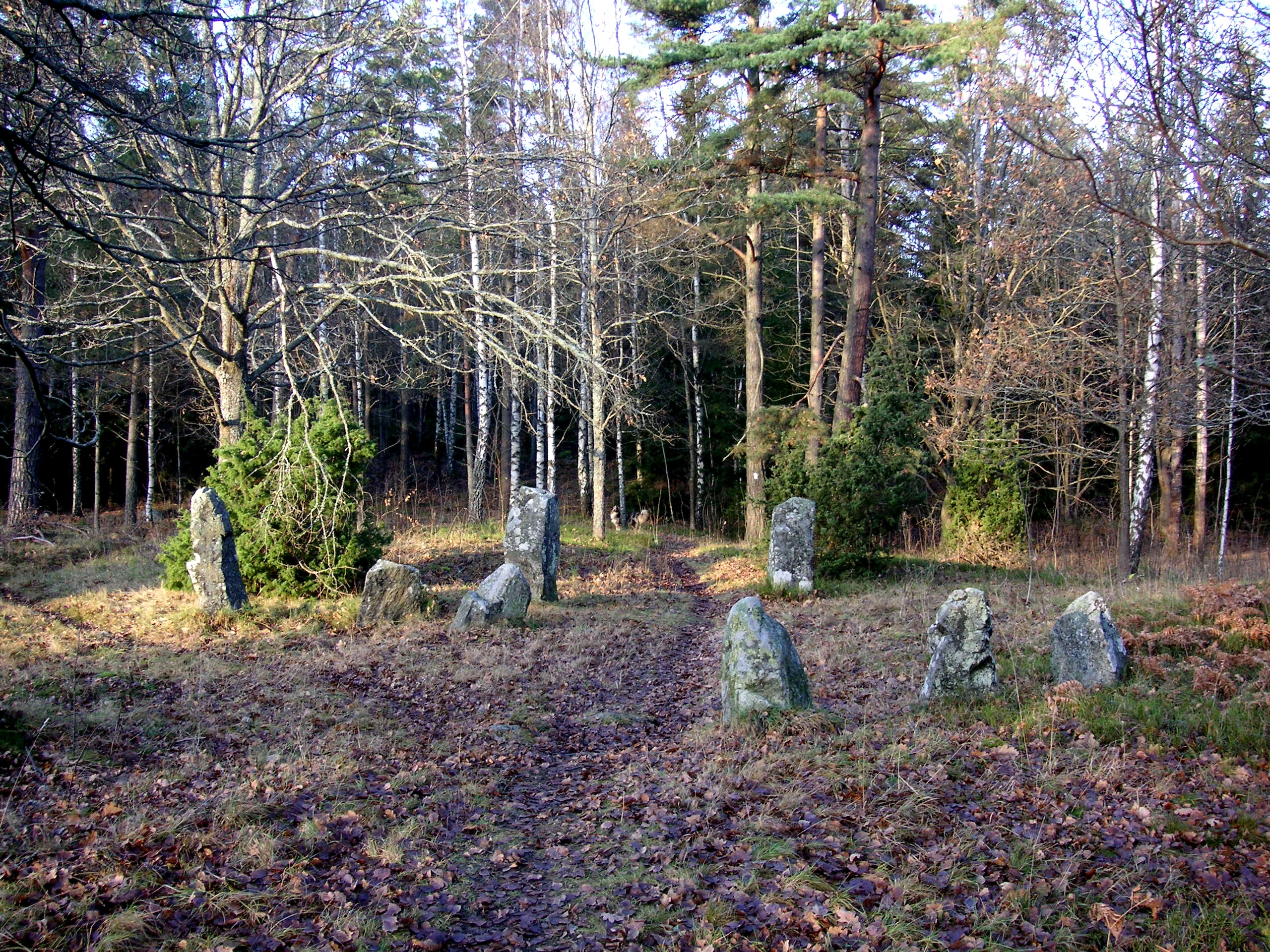
Järnåldersgrav, Bergaholm
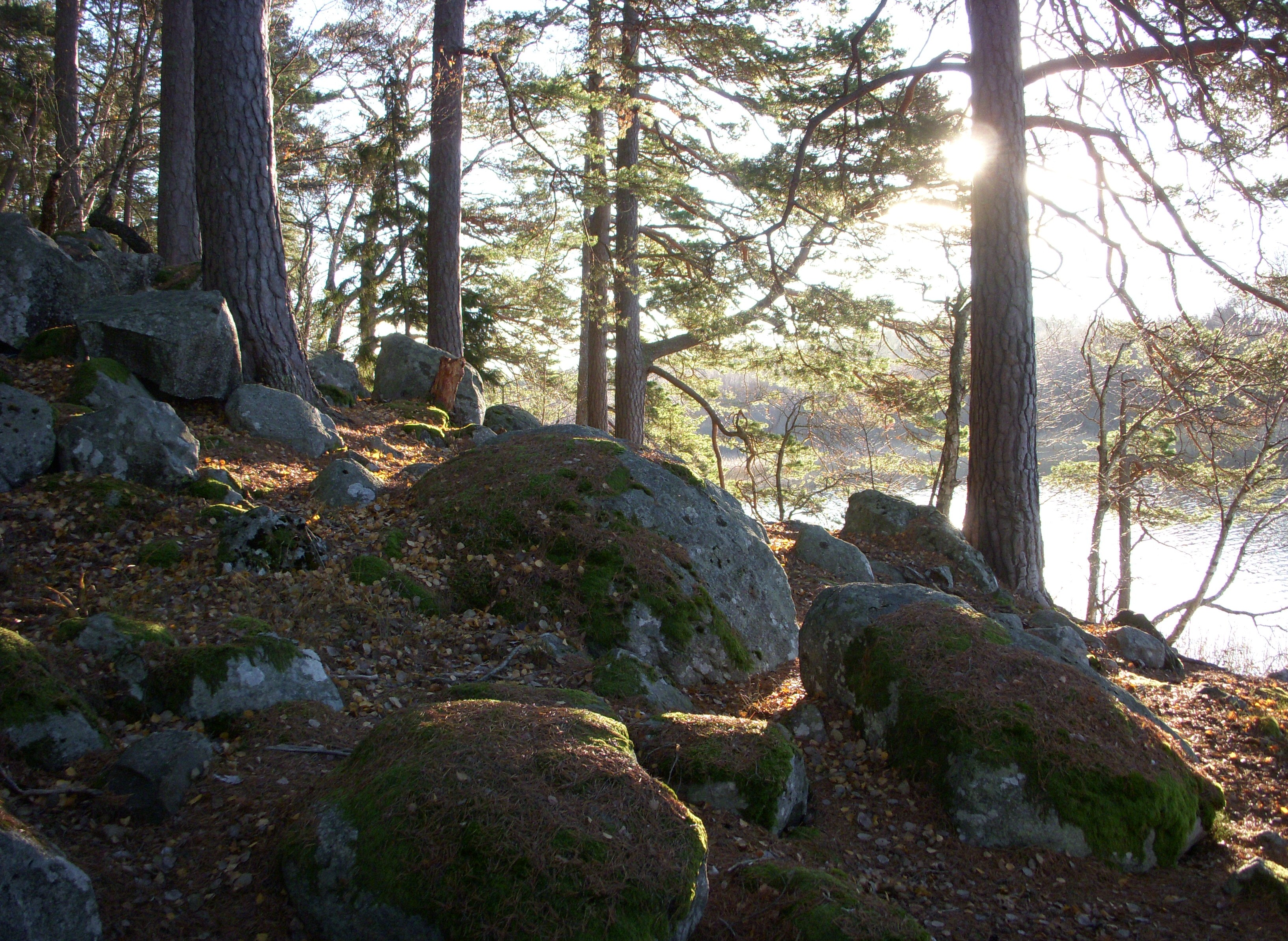
Bornsjön vid Männö udd
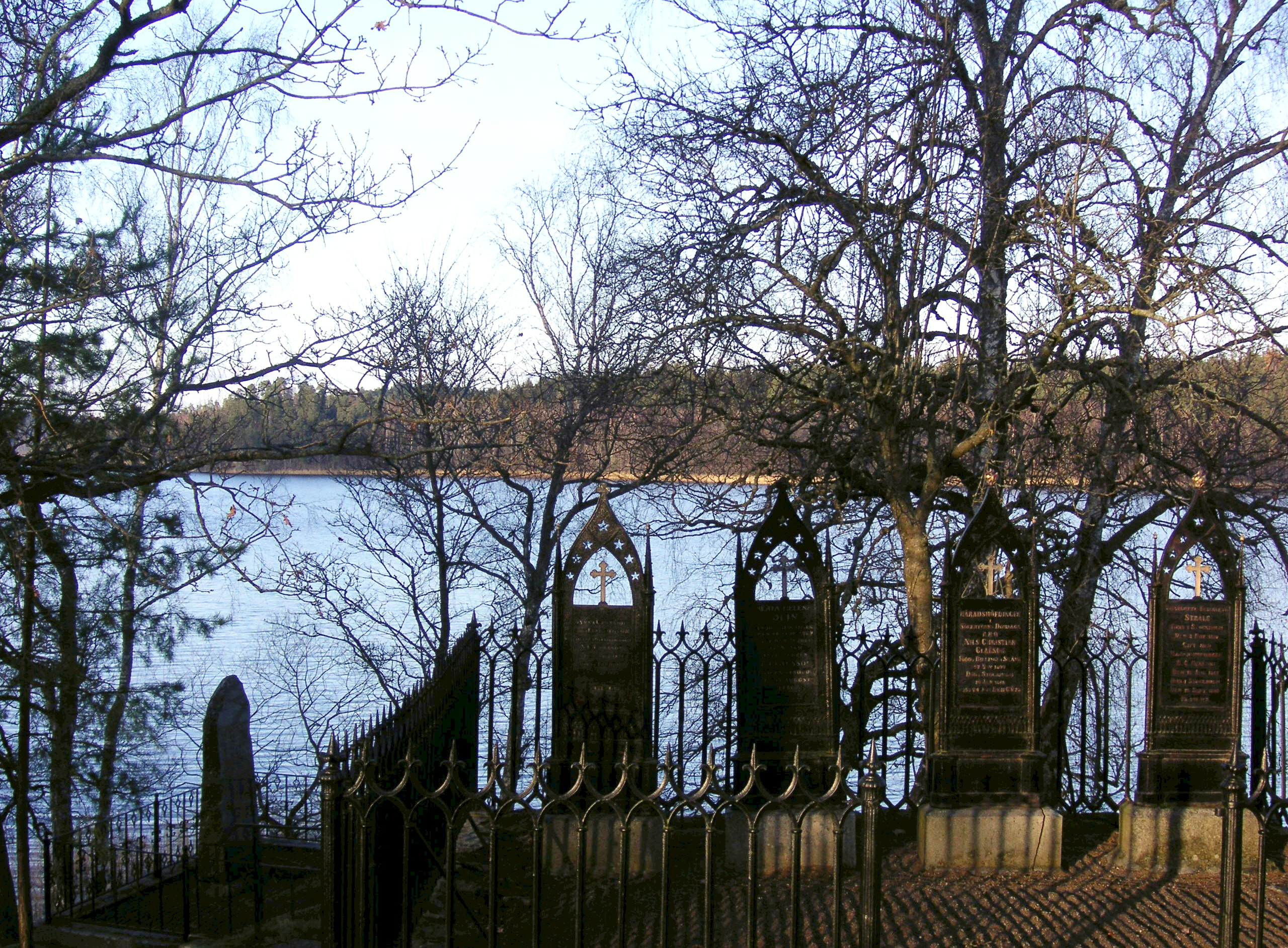
Bornsjön från Salems kyrka
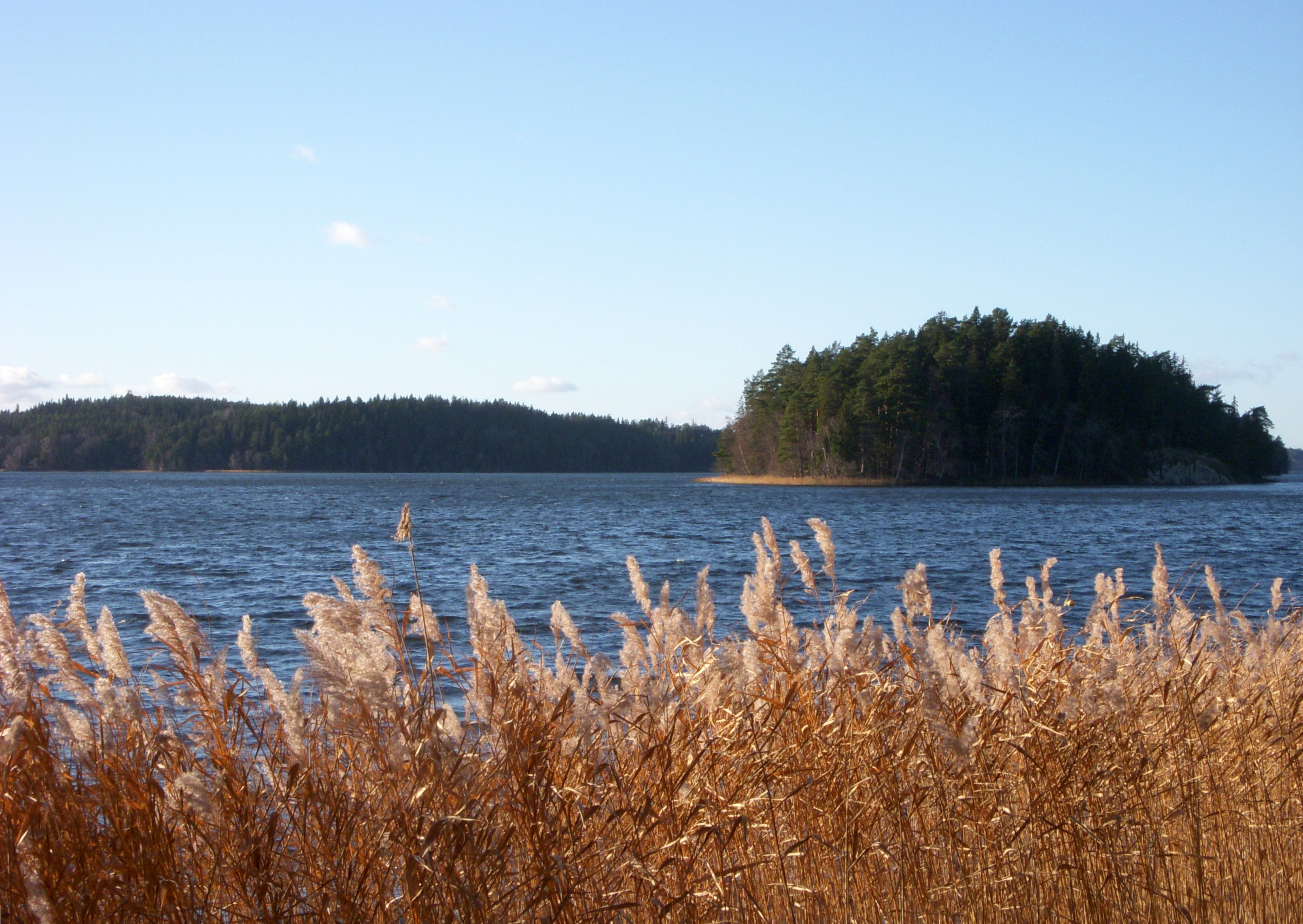
Bornsjön från Norsborg
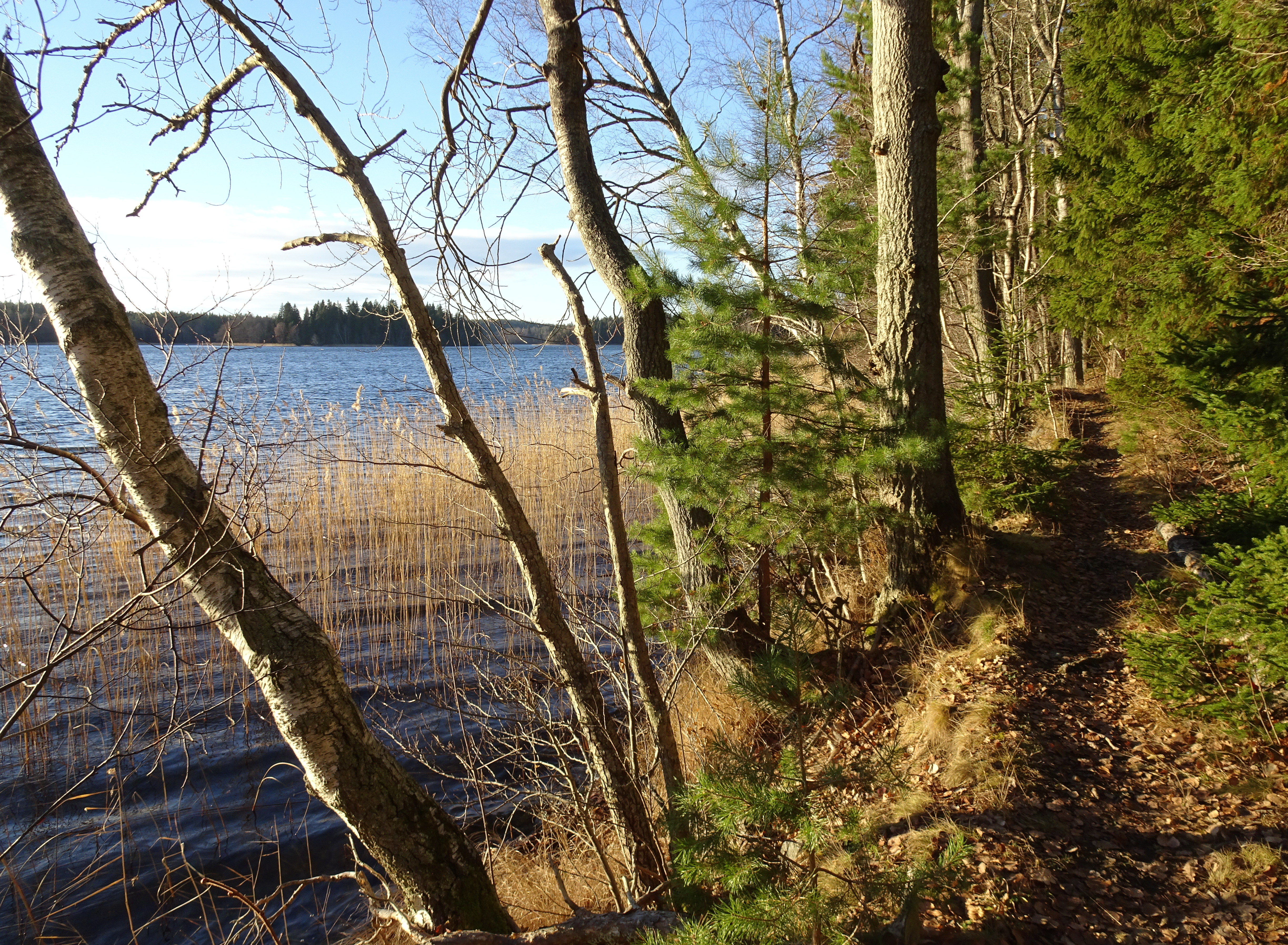
Bornsjön vid Sturehov
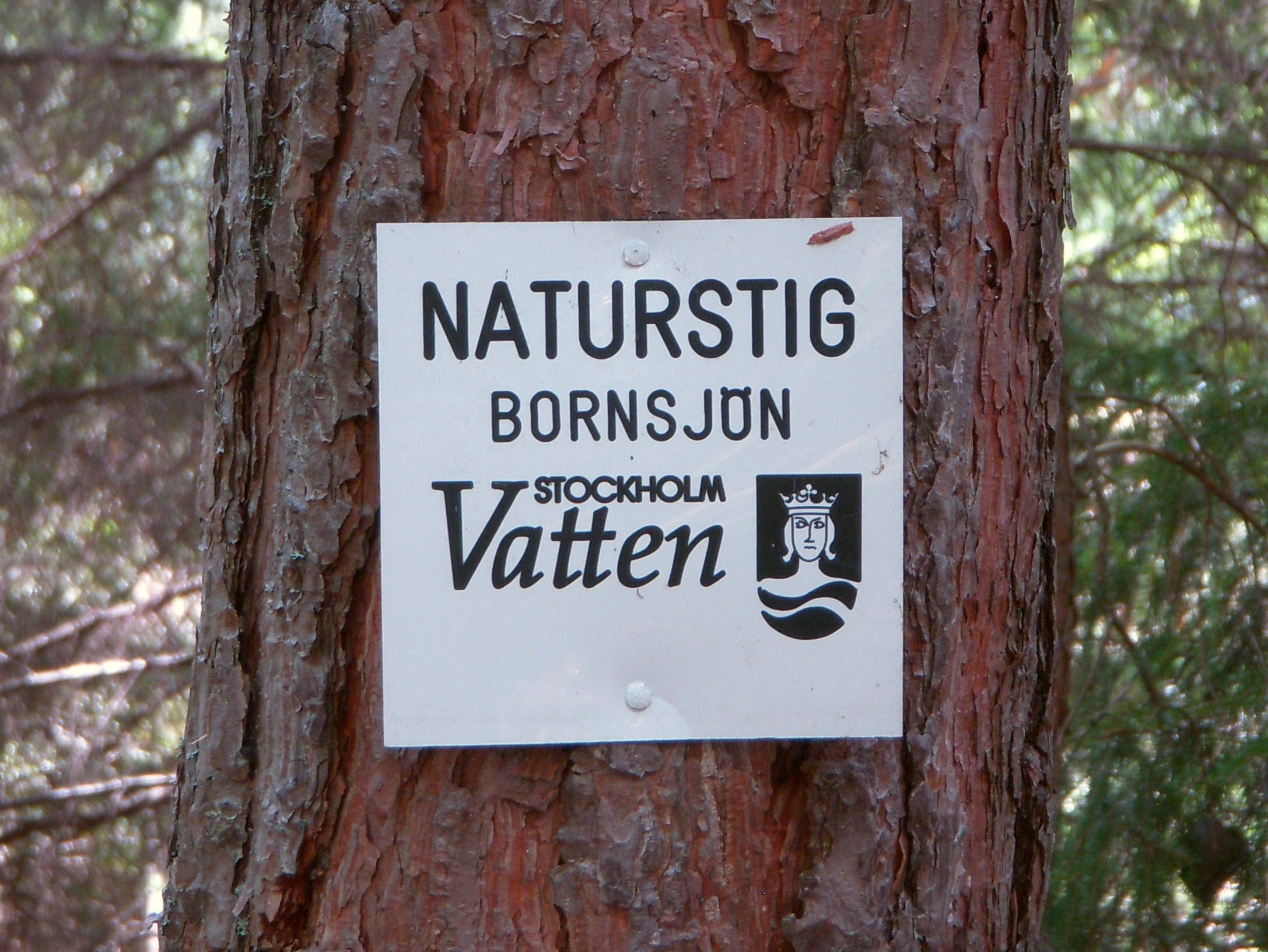
Bornsjöns natur- och kulturstig

## Fisk
Vid provfiske har följande fisk fångats i sjön:
| - Abborre - Björkna - Braxen - Gärs - Gädda - Karpfisk obestämd | - Löja - Mört - Nissöga - Nors - Sarv - Sutare |

## Delavrinningsområde
Bornsjön ingår i delavrinningsområde (656951-160864) som SMHI kallar för Utloppet av Bornsjön. Medelhöjden är 32 meter över havet och ytan är 49,61 kvadratkilometer. Det finns inga avrinningsområden uppströms utan avrinningsområdet är högsta punkten. Vattendraget som avvattnar avrinningsområdet har biflödesordning 2, vilket innebär att vattnet flödar genom totalt 2 vattendrag innan det når havet efter 25 kilometer. Avrinningsområdet består mestadels av skog (50 procent), öppen mark (11 procent) och jordbruk (16 procent). Avrinningsområdet har 7,1 kvadratkilometer vattenytor vilket ger det en sjöprocent på 14,3 procent. Bebyggelsen i området täcker en yta av 0,92 kvadratkilometer eller 2 procent av avrinningsområdet.

## Sevärd i omgivningen
- Bornsjöegendomarna
- Bornsjöns natur- och kulturstig
- Bornö, halvö och tidigare gård
- Bergaholms gård
- Fågelsta gård
- Göta landsväg
- Männö udd
- Bornsjöledningen
- Stockholms gröna kilar
- Skårby gård
- Vällinge gård
- Vällingevägen
- Vällingeån